# 殷州 (漢趙)
殷州，十六国汉赵时设置的州。
昭武帝刘聪嘉平年间（311年—315年）汉赵将西晋河北新附之地，设置的殷州，其领郡及治所皆不详。光兴元年（310年），西晋河内郡、汲郡多被汉所夺。由于河内郡、汲郡曾经为殷朝、卫国之地，刘聪新设殷州、卫州安置原河内郡、汲郡。《太平御览·卷519》有前赵殷州刺史杜广。刘粲被杀后，殷州之地被石勒占据。